# Unión Balompédica Conquense
L'Unión Balompédica Conquense è una società calcistica con sede a Cuenca, in Castiglia-La Mancia, in Spagna. 
Gioca nella Segunda Federación, la quarta serie del campionato spagnolo.

## Rosa attuale
| N. |                      | Ruolo | Calciatore       |
| -- | -------------------- | ----- | ---------------- |
| 1  | Spagna (bandiera)    | P     | Sebas            |
| 2  | Argentina (bandiera) | D     | Víctor Gorrassi  |
| 3  | Spagna (bandiera)    | D     | García Rubio     |
| 4  | Spagna (bandiera)    | D     | Antonio León     |
| 5  | Spagna (bandiera)    | D     | Yeray Vera       |
| 6  | Spagna (bandiera)    | D     | Javi Soria       |
| 7  | Spagna (bandiera)    | C     | Cristian Sánchez |
| 8  | Spagna (bandiera)    | C     | Juanma López     |
| 9  | Spagna (bandiera)    | C     | Javi Gómez       |
| 10 | Spagna (bandiera)    | C     | Víctor Sánchez   |
| 11 | Senegal (bandiera)   | A     | Matar Diop       |

| N. |                   | Ruolo | Calciatore       |
| -- | ----------------- | ----- | ---------------- |
| 12 | Spagna (bandiera) | C     | José Oya         |
| 13 | Spagna (bandiera) | P     | Raúl Fernández   |
| 14 | Spagna (bandiera) | D     | Santiago López   |
| 15 | Spagna (bandiera) | D     | Fran González    |
| 16 | Spagna (bandiera) | A     | Eduardo Ubis     |
| 17 | Spagna (bandiera) | C     | Beñat Etxebarría |
| 18 | Spagna (bandiera) | C     | Óscar Silva      |
| 19 | Spagna (bandiera) | A     | Juanjo Serrano   |
| 20 | Spagna (bandiera) | C     | Neftalí Suescun  |
| 21 | Spagna (bandiera) | C     | Marc Martínez    |
| 22 | Spagna (bandiera) | C     | Diego Simón      |

## Tornei nazionali
- 1ª División: 0 stagioni
- 2ª División: 0 stagioni
- 2ª División B: 11 stagioni
- 3ª División: 35 stagioni

## Stagioni
| Stagione    | Categoria | Posizione | Coppa del Re |
| ----------- | --------- | --------- | ------------ |
| 1946/47     | 3ª        | 9°        |              |
| 1947/48     | 3ª        | 10°       |              |
| 1948/49     | 3ª        | 5°        |              |
| 1949/50     | 3ª        | 16°       |              |
| 1950/51     | 3ª        | 10°       |              |
| 1951/52     | 3ª        | 12°       |              |
| 1952/53     | 3ª        | 14°       |              |
| 1953/54     | Regionali | —         |              |
| 1954/55     | 3ª        | 9°        |              |
| 1955/56     | 3ª        | 10°       |              |
| 1956/57     | 3ª        | 14°       |              |
| 1957/58     | 3ª        | 18°       |              |
| dal 1958-59 | Regionali | —         |              |
| al 1961-62  | Regionali | —         |              |
| 1962/63     | 3ª        | 13°       |              |

| Stagione    | Categoria | Posizione | Coppa del Re |
| ----------- | --------- | --------- | ------------ |
| 1963/64     | 3ª        | 11°       |              |
| 1964/65     | 3ª        | 6°        |              |
| 1965/66     | 3ª        | 5°        |              |
| 1966/67     | 3ª        | 4°        |              |
| 1967/68     | 3ª        | 14°       |              |
| dal 1968-69 | Regionali | —         |              |
| al 1979-80  | Regionali | —         |              |
| 1980/81     | 3ª        | 12°       |              |
| 1981/82     | 3ª        | 16°       |              |
| 1982/83     | 3ª        | 10°       |              |
| 1983/84     | 3ª        | 4°        |              |
| 1984/85     | 3ª        | 9°        |              |
| 1985/86     | 3ª        | 6°        |              |
| 1986/87     | 3ª        | 5°        |              |
| 1987/88     | 2ªB       | 19°       |              |

| Stagione | Categoria | Posizione | Coppa del Re |
| -------- | --------- | --------- | ------------ |
| 1988/89  | 3ª        | 12°       |              |
| 1989/90  | 3ª        | 14°       |              |
| 1990/91  | 3ª        | 3°        |              |
| 1991/92  | 3ª        | 2°        |              |
| 1992/93  | 3ª        | 2°        |              |
| 1993/94  | 3ª        | 10°       |              |
| 1994/95  | 3ª        | 15°       |              |
| 1995/96  | 3ª        | 8°        |              |
| 1996/97  | 3ª        | 4°        |              |
| 1997/98  | 3ª        | 2°        |              |
| 1998/99  | 2ªB       | 5°        |              |

| Stagione | Categoria | Posizione | Coppa del Re |
| -------- | --------- | --------- | ------------ |
| 1999/00  | 2ªB       | 10°       |              |
| 2000/01  | 2ªB       | 16°       |              |
| 2001/02  | 2ªB       | 12°       |              |
| 2002/03  | 2ªB       | 7°        |              |
| 2003/04  | 2ªB       | 6°        |              |
| 2004/05  | 2ªB       | 2°        |              |
| 2005/06  | 2ªB       | 18°       |              |
| 2006/07  | 3ª        | 1°        |              |
| 2007/08  | 2ªB       | 6°        |              |
| 2008/09  | 2ªB       | 8°        |              |
| 2009/10  | 2ªB       | —         |              |

## Palmarès

### Competizioni nazionali
- Tercera División: 1

2006-2007
- Tercera Federación: 1

2023-2024 (gruppo 18)

### Altri piazzamenti
- Segunda División B:

Secondo posto: 2004-2005 (gruppo IV)